# Szeidl Béla
Szeidl Béla (1938. január 8. – 2013. április 13.) az MTA Csillagászati Kutatóintézete igazgatója, az MTA Csillagászati és Földtudományi Kutatóközpont emeritus professzora.

## Élete
Pedagógus családban, nyolc gyermek közül a harmadikként látta meg a napvilágot. Középiskolai tanulmányai során a Matematikai Lapok feladatmegoldóinak élmezőnyébe tartozott. Egyetemi tanulmányait az ELTE TTK matematika-fizika szakán kezdte 1956-ban, ahol 1961-ben végzett. Ez idő alatt került kapcsolatba a csillagászattal, és a Csillagászati Tanszék által szervezett speciálkollégiumok rendszeres látogatója lett.
Kutatásait a változócsillagok mélyebb megértése motiválta, évtizedeken keresztül volt a magyar változócsillag-iskola vezetője. Legalapvetőbb, nemzetközi visszhangot is kiváltó saját eredményeit a Blazsko-effektust mutató RR Lyrae csillagok vizsgálatában érte el.
Az MTA Csillagászati Kutatóintézetének 1973-tól igazgatóhelyettese, majd 1975-1996 között igazgatója. Aktív szereplője volt a nemzetközi tudományos életnek, jelentős szerepet vállalt a Nemzetközi Csillagászati Unió Változócsillag Bizottságában, melynek előbb alelnöke, majd 1985-1988 között elnöke volt. Több, mink két évtizeden át volt az Information Bulletin on Variable Stars szerkesztője.
Az MTA Csillagászati és Űrfizikai Bizottságának 1970-2011 között 42 éven át volt tagja, két cikluson át pedig, 1993-1999 között elnöke. Az MTA közgyűlési képviselője 1994-2000 között.

## Elismerései és emlékezete
- 1977 a Fizikai Társulat Detre László-díja, az RR Lyrae csillagok periódusváltozásainak vizsgálatában elért eredményeiért
- 1997 a Magyar Köztársasági Érdemrend Középkeresztje, tudományszervező munkásságáért
- 2004 az MTA Fizikai Osztályának Fizikai Fődíja, munkásságáért.
- Akadémiai levelező tagnak kétszer jelölték.
- Róla nevezték el a 114990 Szeidl kisbolygót.

## Válogatott művei
- B. Szeidl: The RR Lyrae Stars in Messier 3, 1965, Comm. Konkoly Obs., No. 58
- L. Detre, B. Szeidl: Development of a New 4-Year Cycle in the 41-Day Period of RR Lyrae, 1973, Inf. Bull. Var. Stars No. 764 pp. 1-2
- B. Szeidl: A Study of Some Variable Stars in Messier 3, 1973, Comm. Konkoly Obs., No. 63
- B. Szeidl: Multiple Periodic RR Lyrae Stars: Observational Review, 1976, ASSL, 60, 133
- B. Szeidl: Radial-Velocity Variations of DY Her, 1979, IBVS No. 1718
- B. Szeidl: R Lyrae Stars: Beat and Blazhko Effect, Multimode Stellar Pulsations, Proceedings of the Workshop, held in Budapest, September 1-3, 1987. Edited by G. Kovacs, L. Szabados and B. Szeidl. Budapest: Konkoly Observatory, Kultura, 1988., p.45
- B. Szeidl et al.: Photometry of the Peculiar Population II Cepheid RU Camelopardalis (1966 - 1982), 1992, Comm. Konkoly Obs., No. 97
- B. Szeidl et al.: Photometric observations of RR Lyrae covering half a century, 1997, Comm. Konkoly Obs., No. 99
- B. Szeidl, G. Virághalmy: UBVRI Photometry of AE Ursae Maioris at Konkoly Observatory (1974-1998), 2000, Comm. Konkoly Obs., No. 98
- B. Szeidl et al.: XZ Dra: observations spanning 70 years, 2001, Comm. Konkoly Obs., No. 101
- B. Szeidl: The small period change of the Delta Scuti star AE UMa, 2001, CoAst, 140, 56
- B. Szeidl et al.: Photometry of RW Draconis at Konkoly Observatory, 2001, Comm. Konkoly Obs., No. 102
- B. Szeidl: Binarity and pulsation: multiplicity through the classical O-C method, 2005, ASPC, 333, 183
- B. Szeidl: Variable star research at the Konkoly Observatory - the first 75 years, 2006, Comm. Konkoly Obs., No. 104, 23
- B. Szeidl, A. Schnell, M. Pócs: The high-amplitude delta Scuti star GP Andromedae, 2006, IBVS, No. 5718
- B. Szeidl, J. Jurcsik: The frequency spectrum of periodically modulated sinusoidal oscillation, 2009, CoAst, 160, 17
- B. Szeidl: Introductory Remarks, 2011, Jubilee Issue of IBVS: Half a Century of Variable Star Science Publishing
- B. Szeidl et al.: Long-term photometric monitoring of Messier 5 variables - I. Period changes of RR Lyrae stars, 2011, MNRAS, 411, 1744
- B. Szeidl et al.: Fitting Blazhko light curves, 2012, MNRAS, 424, 3094